# Blaesoxipha benshiensis
Blaesoxipha benshiensis är en tvåvingeart som beskrevs av Hsue 1978. Blaesoxipha benshiensis ingår i släktet Blaesoxipha och familjen köttflugor. Inga underarter finns listade i Catalogue of Life.